# Acrocomia aculeata
Acrocomia aculeata, mbocayá, cocoyol (nahuatlismo de coyolli: "palmera o cascabel"), bastones de Tabago, palma espinosa de las Antillas, tamaca de Colombia, corozo  de Venezuela, palma de vino, grugru, nuez del Paraguay, totaí en Bolivia;  Palma de coyol o simplemente  coyoles en Mesoamérica (Guatemala, El Salvador y Honduras); es una planta de la familia de las arecáceas, nativa de ciertas zonas tropicales de América. El aceite de la semilla y la pulpa se utilizan en alimentación y en la fabricación de jabones.

## Características
A. aculeata es una palmera de entre 13 y 20 m de altura y de 3 a 4,5 m de diámetro de copa, con uno o más raramente varios estípites de unos 2 a 3 dm de diámetro, cubierto de una corteza lisa y oscura, dotada de espinas fuertes y rectas de hasta 15 cm de largo. El sistema radicular es extenso y profundo. Muestra hojas persistentes, pinnadas, con numerosos folíolos que nacen en planos diferentes, color verde claro, muy glabros, con el raquis duro y espinoso, de 1,5 a 3,5 m de largo. La espata también es muy espinosa.
Las flores forman inflorescencias en espádices de color amarillo pálido o pardo, que aparecen a comienzos del verano. Son monoicos, con las flores masculinas ubicadas en la parte superior del espádice y las femeninas en la inferior. El fruto es una drupa globosa, de la cual aparecen desde 4 hasta incluso 14 racimos por ejemplar; tiene de 3-4 cm de diámetro. El pericarpio o cáscara es liso, de color verde, siendo de color amarillo o marrón cuando maduros; es quebradizo y fácil de despegar; el mesocarpio, de consistencia fibrosa, rico en caroteno, de color amarillo y fragancia muy agradable, resulta comestible, con un sabor que recuerda al coco. La semilla consta de un exocarpio grueso y muy duro, de color negruzco con tres poros ecuatoriales y un endocarpio liso de color externo oscuro y blanco por dentro, en donde se encuentra el embrión, también comestible, muy apetecido por insectos, animales y el ser humano. El ciclo de los frutos dura 13 a 14 meses y madura hacia finales del verano.

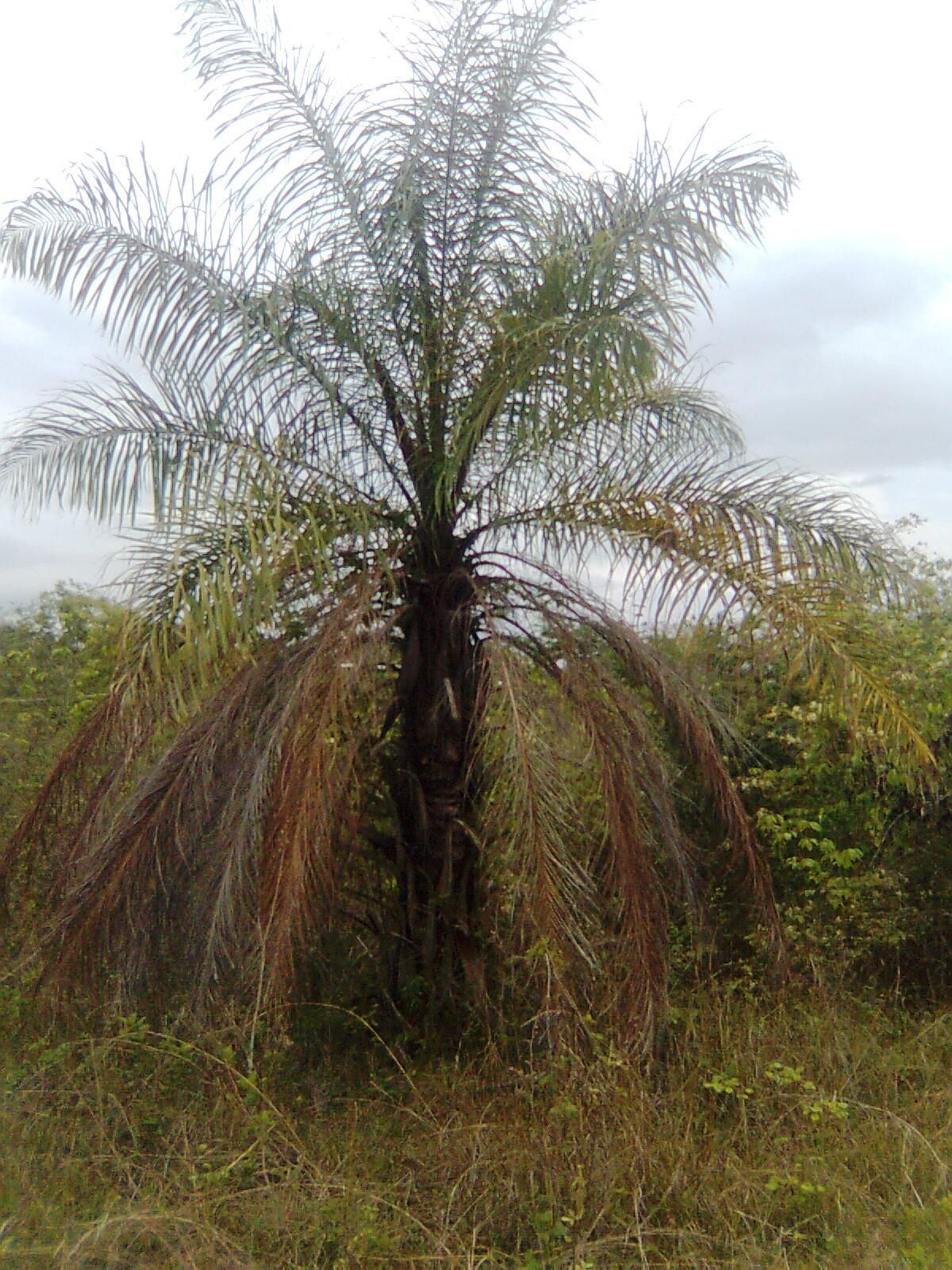

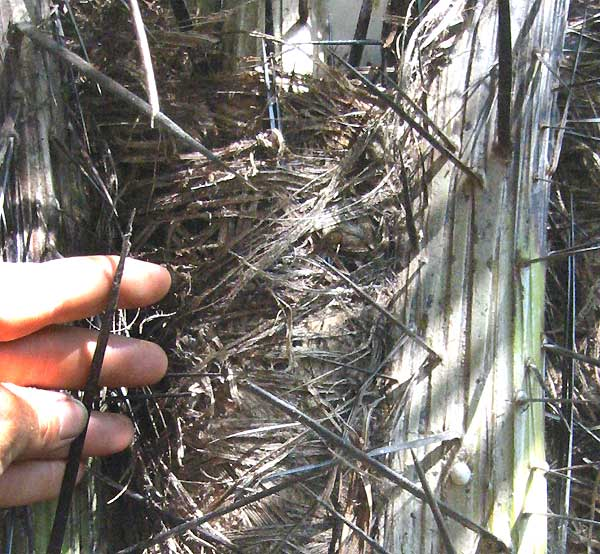
Espinas

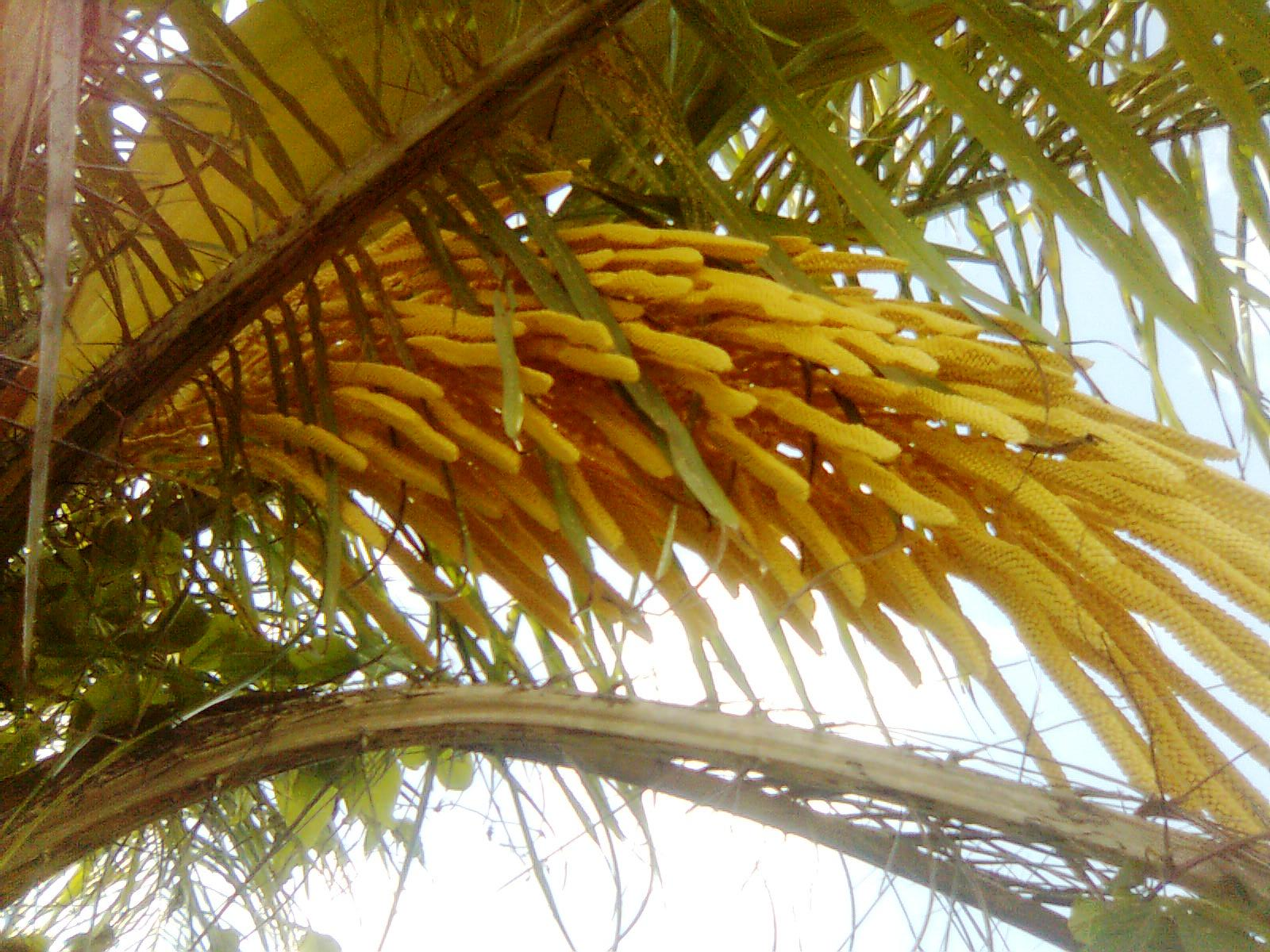
Inflorescencia de la palmera

## Distribución
A. aculeata se encuentra en Mesoamérica, desde el Sur de México (Chiapas) hasta Panamá. Además en Suramérica en el norte de Colombia, Venezuela, el Sur de Brasil, Paraguay, Este de Bolivia y en el Noreste de Argentina. También ha sido recolectada en la Isla de Santa Lucía en las Antillas Menores.

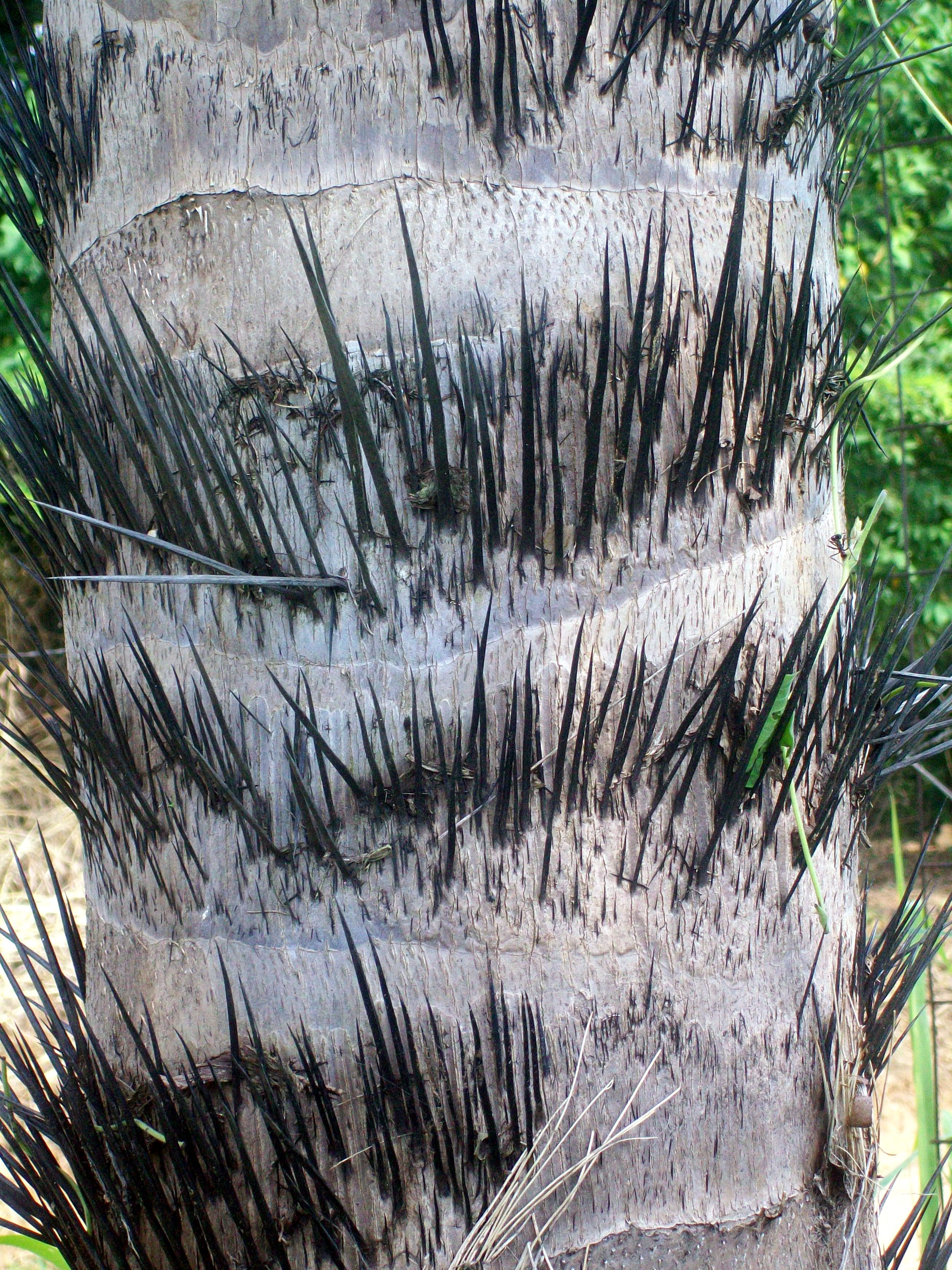
Detalle del tallo y sus espinas.

## Hábitat y cultivo
A. aculeata requiere de un clima cálido para desarrollarse. Crece en diferentes tipos de suelo, menos los anegados, aunque parece preferir los arenosos, bien drenados, aún en zonas de altitud. Es marcadamente fitófila, aunque bastante resistente a las heladas y el viento. Se encuentra hasta 30° de latitud.
La germinación no es rápida; in natura la semilla tarda desde 1 a 5 años en brotar, no se conoce ninguna técnica probada para acelerar la germinación. Una vez germinada, crece con rapidez. Comparte hábitat con el pindó (Syagrus romanzoffiana), Butia capitata, Butia yatay y Allagoptera spp.. Se ha introducido con éxito a Florida y California.
El sistema radicular profundo hace a la planta resistente a los incendios forestales; el rápido rebrote después de los mismos ha hecho pensar que se trata de una especie ruderal, cuando no es el caso.
No existen cultivos sistemáticos de A. aculeata, pero ensayos experimentales han indicado que puede plantarse con éxito en densidades hasta 600 unidades/ha. El rendimiento de frutos por planta varía entre 4 y 12 racimos anuales, con unos 200-700 frutos por racimo, encontrándose variaciones de entre 6 y 110 kg de frutos por año. A. aculeata empieza a fructificar a partir del cuarto o quinto año desde su germinación. Su principal plaga es un gusano, Brassolis sophorae, que se alimenta de sus hojas, aunque no es muy usual y no produce la muerte de la planta.

## Uso
Los aceites de la semilla y la pulpa se emplean en la fabricación de jabones, llamados de coco. La pulpa es comestible, tanto fresca como prensada para extraer un aceite ligero o por su fermentación, que proporciona un licor de sabor agradable (Taverna de Coyol). La semilla asada o cocida se come también. El interior del tronco se muele para obtener una harina muy fina y sabrosa, y el cogollo se consume como palmito.
Las hojas de A. totai se usan como forraje para el ganado rústico; tras una cuidada maceración, se extrae de ellas una fibra útil en la confección de sogas, redes, etc.
El fruto solo se industrializa en Paraguay y es completamente aprovechable, se compone de 15 a 20% de cáscara (alimento de ganado, combustible de hornos). La pulpa comprende el 30 a 40% del peso del fruto y su tenor oleico varía desde 20 % hasta 47 % (expeller utilizado en alimentación de animales). El exocarpio compone el 30-40 % de la fruta (combustible de calderas, materia prima para carbón de alta calidad). Un 7 a 12% lo representa la almendra, que es oleosa en un 50-60% (expeller comestible para animales y humanos).
Los pueblos nativos y la población mestiza de Paraguay usan la fibra de su hojas para hacer piolas e hilo del cual confeccionan bolsos y otros objetos utilitarios. En la colonia 21 de Julio (Tobati) se confeccionan hamacas de fibra de coco.
En Paraguay, la cría de esta planta (conocida como mbocaya'i) es consumida, previamente machacada en un mortero, con la infusión Tereré. Esta costumbre está poniendo en peligro hoy en día el desarrollo de nuevas plantas.
La flor es vendida en todo el mes de diciembre en Paraguay para adornar y aromar el pesebre, existiendo hasta un villancico con la letra de 'Navidad de Flor de Coco, Navidad del Paraguay'.
-En Honduras, específicamente en el departamento de Olancho se extrae la savia del tallo, produciendo una bebida fermentada que le llaman "Vino de Coyol" esto se hace en el verano. Para sacar el vino se corta la palma, colocando horizontal, se hace una incisión pequeña para extraer el líquido en la mañana y al atardecer, esto genera un comercio muchas veces desmedido. El vino contiene alcohol por lo cual es muy demandado por la población y turistas que llegan a la zona en busca de la exótica bebida.
También el vino es usado contra parásitos si se bebe en ayunas.
En Guatemala se tiene la tradición sobre todo en Semana Santa de elaborar el fruto de esta palma en dulce, coyoles en dulce se elaboran artesanalmente usando rapadura o azúcar moreno.
En Bolivia es utilizado generalmente para alimentar a los caballos, los frutos muy apetecidos en maduros y cuando están secos se parte el coco y se saca la "calucha", la cual es muy sabrosa.
Medicinal
EN Chiapas se aprovecha el tallo de la planta, llamada taverna, es una bebida muy típica de los municipios de Chicomuselo y Villaflores ya que contiene sustancias alcohólicas y se aprovecha en los meses de marzo a mayo.
En Oaxaca a esta especie se le emplea contra las lombrices (parásitos intestinales), los cuales se combaten masticando las semillas. En Quintana Roo, se prepara una infusión con las raíces para tratar la diabetes.

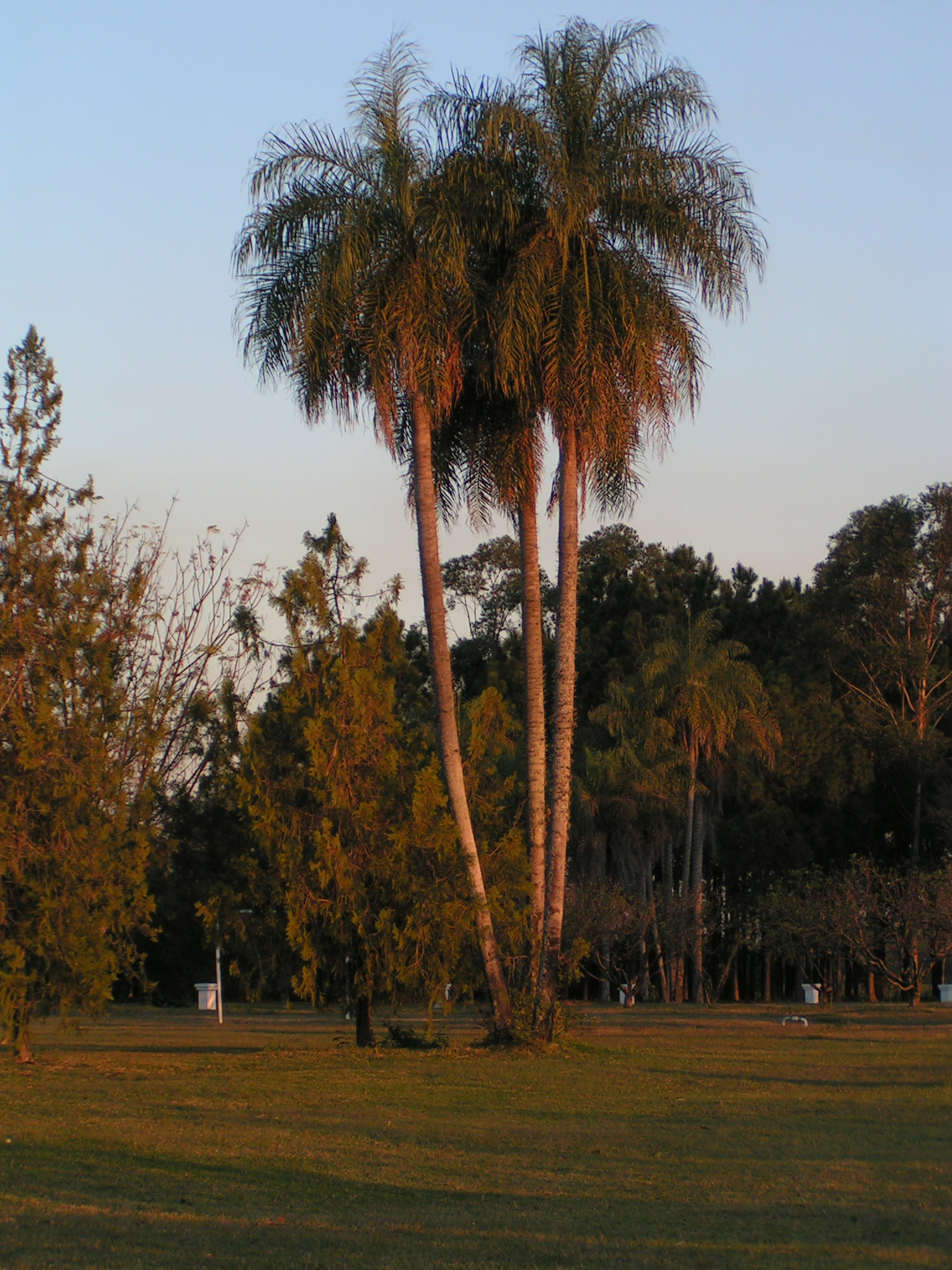
Multicaule

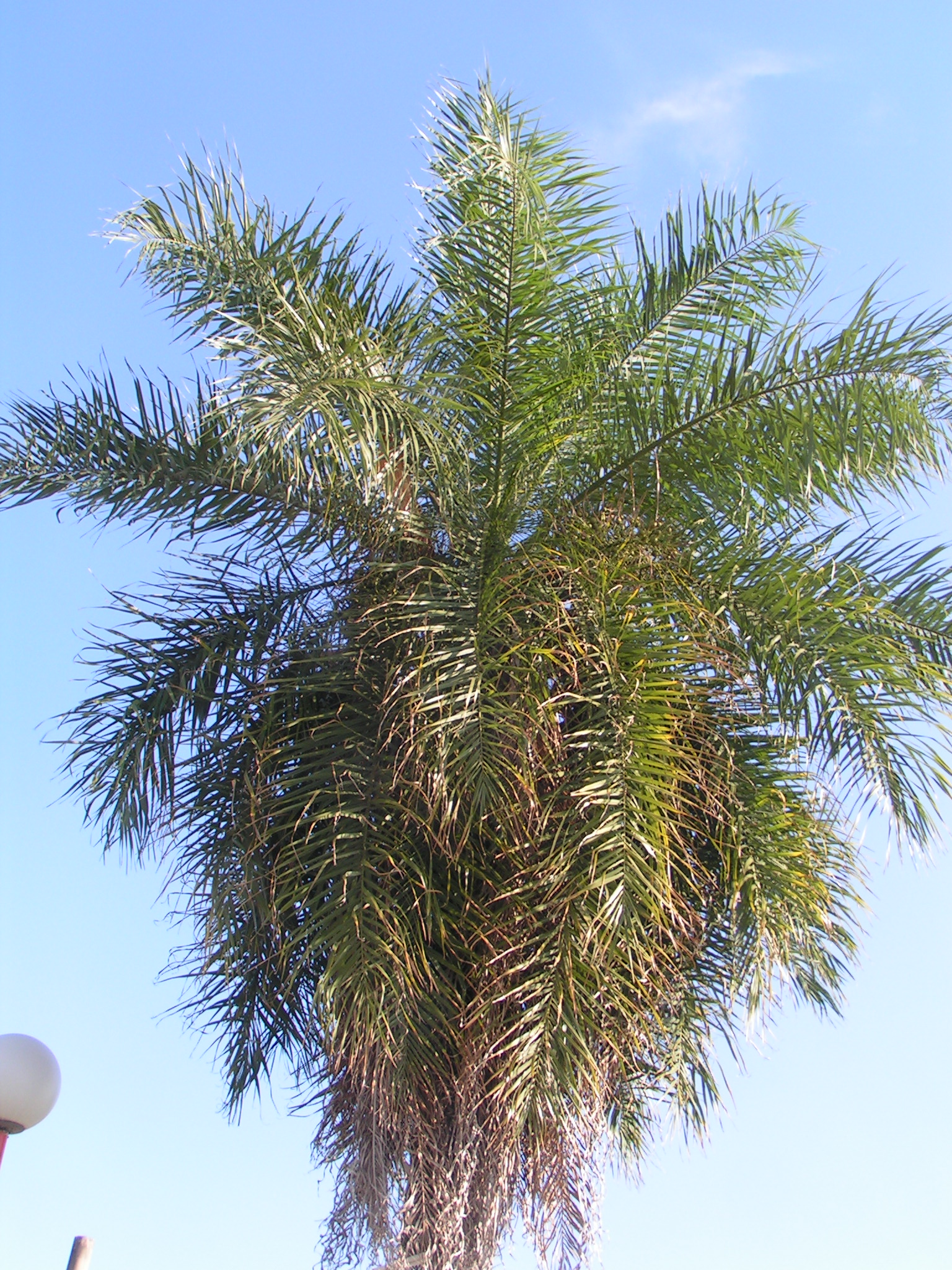
Vista de la planta

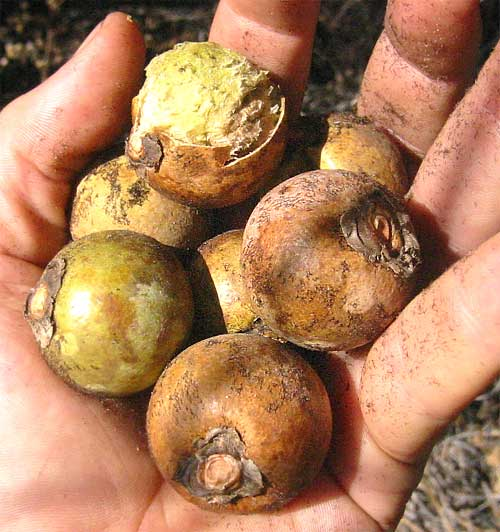
Frutos

## Taxonomía
Acrocomia aculeata fue descrita por (Jacq.) Lodd. ex Mart. y publicado en Historia Naturalis Palmarum 3(8): 286. 1845.
Etimología
Acrocomia: nombre genérico que deriva de las palabras akros que significa "alto" y kome que significa "pelo o mechón", tal vez refiriéndose a la corona de hojas en la punta tallo.
aculeata: epíteto que procede del latín aculeatus, que significa "cortante o punzante", refiriéndose a las espinas que aparecen en la planta.
Sinonimia
- Centaurea albispina (Bunge) B.Fedtsch. [
- Microlonchus albispinus Bunge
- Cocos aculeata Jacq. (1763).
- Acrocomia sclerocarpa Mart. (1824), nom. superfl.
- Palma spinosa Mill. (1768).
- Palma mocaia Aubl. (1775).
- Bactris globosa Gaertn. (1788).
- Bactris minor Gaertn. (1788), nom. illeg.
- Cocos fusiformis Sw. (1797).
- Acrocomia fusiformis (Sw.) Sweet (1826).
- Acrocomia sphaerocarpa Desf. (1829).
- Acrocomia guianensis Lodd. ex G.Don in J.C.Loudon (1830).
- Acrocomia minor Lodd. ex G.Don in J.C.Loudon (1830).
- Acrocomia lasiospatha Mart. in A.D.d'Orbigny (1844).
- Acrocomia aculeata Mart. in A.D.d'Orbigny (1844).
- Bactris pavoniana Mart. in A.D.d'Orbigny (1844).
- Acrocomia globosa (Gaertn.) Lodd. ex Mart. (1845).
- Acrocomia horrida Lodd. ex Mart. (1845).
- Acrocomia mexicana Karw. ex Mart. (1845).
- Acrocomia tenuifrons Lodd. ex Mart. (1845).
- Acrocomia cubensis Lodd. ex H.Wendl. (1854).
- Acrocomia vinifera Oerst. (1859).
- Acrocomia antioquiensis Posada-Ar. (1878).
- Acrocomia zapotecis Karw. ex H.Wendl. in O.C.E.de Kerchove de Denterghem (1878).
- Astrocaryum sclerocarpum H.Wendl. in O.C.E.de Kerchove de Denterghem (1878).
- Acrocomia glaucophylla Drude in C.F.P.von Martius & auct. suc. (eds.) (1881).
- Acrocomia intumescens Drude in C.F.P.von Martius & auct. suc. (eds.) (1881).
- Acrocomia sclerocarpa var. wallaceana Drude in C.F.P.von Martius & auct. suc. (eds.) (1881).
- Acrocomia microcarpa Barb.Rodr. (1891).
- Acrocomia mokayayba Barb.Rodr. (1896).
- Acrocomia odorata Barb.Rodr. (1898).
- Acrocomia erioacantha Barb.Rodr. (1902).
- Acrocomia wallaceana (Drude) Becc. (1912).
- Acrocomia ulei Dammer (1915).
- Acrocomia pilosa León (1940).
- Acrocomia belizensis L.H.Bailey (1941).
- Acrocomia chunta Covas & Ragonese (1941).
- Acrocomia hospes L.H.Bailey (1941).
- Acrocomia ierensis L.H.Bailey (1941).
- Acrocomia karukerana L.H.Bailey (1941).
- Acrocomia panamensis L.H.Bailey (1941).
- Acrocomia quisqueyana L.H.Bailey (1941).
- Acrocomia subinermis León ex L.H.Bailey (1941).
- Acrocomia antiguana L.H.Bailey (1949).
- Acrocomia christopherensis L.H.Bailey (1949).
- Acrocomia grenadana L.H.Bailey (1949).
- Acrocomia viegasii L.H.Bailey (1949).
- Acrocomia spinosa (Mill.) H.E.Moore (1963).
- Acrocomia totai[6]

## Nombres comunes
- Mbocayá

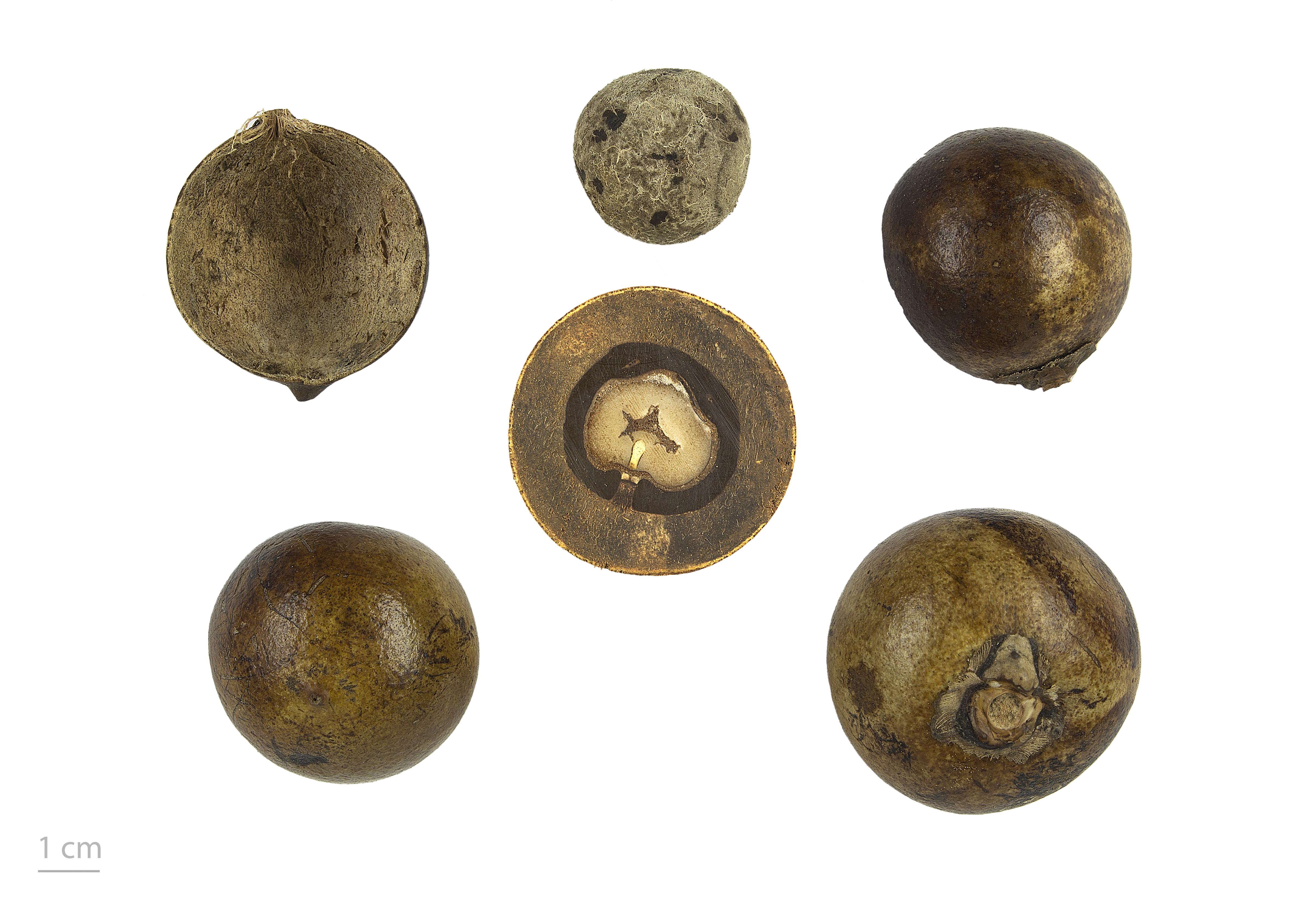
Fruto y semilla

- Coquito, Mbocayá (noreste de Argentina y Paraguay)
- Corozo, Tamaca (Colombia)
- Corozo (Panamá, Nicaragua, Guatemala)
- Coyol (Resto de Centroamérica)
- Cocoyol (Península de Yucatán)
- Coyul o Cocoyul, en las costas de México.
- Supa (Belice)
- Corosse (Haití)
- Bocajá, bocaiuveira, coco babosso, coco balao, coco de catarro, coco de espinho, coco xondo, macacauba, macaiba, macaibeira, macajuba, macaúba, macaúva, mucaja, mucajaba (Brasil)
- Corozo, palma de corozo (República Dominicana y  Venezuela)
- Totaí ((este de Bolivia)
- Moucaya (Guayana Francesa)